# グレタ・サロメ・ステファンスドッティル
グレタ・サロメ・ステファンスドッティル（Greta Salóme Stefánsdóttir）は、アイスランドの歌手、ヴァイオリン奏者、シンガーソングライターである。グレタ・サロメ名義で音楽活動を行い、2012年と2016年の2回、ユーロビジョン・ソング・コンテストにアイスランド代表として出場した。

## 来歴
幼少期から音楽の才能があり、4歳の時からバイオリンの演奏を始めた。大学ではヴァイオリンを、大学院では音楽を専攻し、学位を取得している。

### 2012年
アイスランドのユーロビジョン・ソング・コンテスト代表選考会であるSöngvakeppni Sjónvarpsins 2012にJónsiとともに自作曲「Mundu eftir mér」を歌い優勝した。
なお、Söngvakeppni Sjónvarpsins 2012の準決勝では、同じく自作曲である「Aldrei sleppir mér」をHeiðaおよびGuðrún Árnýとともに披露したが、決勝ではJónsiと「Mundu eftir mér」でエントリーすることとなり、「Aldrei sleppir mér」の演者からは外れた。
ユーロビジョン・ソング・コンテスト2012では「Mundu eftir mér」の英語版である「Never forget」で披露した。準決勝1で75点を得て8位となり決勝に進み、決勝では46点を獲得して20位となった。なお、「Never forget」のビデオは、サッカーのアイスランド代表であるHannes Dor Halldorssonにより制作された。
また、初のアルバム「In the Silence」をリリースした。

### 2014年
ディズニー・エンタープライズと契約し、フロリダ－バハマ間を運航するクルーズ船のステージに出演した。

### 2016年
アイスランドのユーロビジョン・ソング・コンテスト代表選考会であるSöngvakeppnin 2016の準決勝で、自作曲である「Raddirnar」を披露し決勝に進んだ。決勝では「Raddinar」の歌詞（アイスランド語）を英語に書き換えた「Hear them calling」を歌い、アイスランド代表に選出された。
ユーロビジョン・ソング・コンテスト2016では英語版の「Hear them calling」で出場したが、準決勝1で14位（51点）に終わり、決勝に進むことができなかった。
コンテスト終了後には、いじめ被害者を支援する団体「Speak UP!」へのチャリティーとして衣装をオークションに出品し、260ドルで落札された。